# ديفيد جاكوبس
ديفيد جاكوبس (3 مايو 1989 - ) (بالإنجليزية: David Jacobs)‏ هو لاعب كريكت جنوب أفريقي.

## وصلات خارجية
- ديفيد جاكوبس على موقع إي آس بي آن كريك إنفو (الإنجليزية)